# Carl Ferdinand Busse
Carl Ferdinand Busse (* 11. Juni 1802 auf Gut Prillwitz bei Stargard; † 5. April 1868 in Berlin) war ein deutscher Architekt und preußischer Baubeamter. Er wirkte als Mitglied der Oberbaudeputation in Berlin und war ein Mitarbeiter von Karl Friedrich Schinkel.

## Leben
Bis 1816 erhielt Carl Ferdinand Busse (alternativ: Karl Ferdinand Busse) Schulunterricht bei einem Dorfpfarrer. Von 1816 bis 1822 ging er als Baueleve bei einem Landbaumeister in Stargard in die Lehre. 1822 und nochmals von 1825 bis 1827 studierte er an der Berliner Bauakademie und der Berliner Universität. Nach seiner 1827 abgelegten Baumeisterprüfung an der Bauakademie und der Erstellung einer Bauaufnahme der Moritzburg in Halle in den Jahren 1827/1828 trat Busse 1829 eine Bauinspektorenstelle in Swinemünde an.
Ab dem 1. Juli 1830 war er Assistent in der Oberbaudeputation und damit ein Mitarbeiter Schinkels. Ab 1831 erstellte Busse Bauzustandsberichte mehrerer brandenburgischer Kirchen. 1837 erhielt er den Titel eines Oberbaurats und die Zuständigkeit für die Landbauten in der Rheinprovinz, in der Provinz Westfalen und in der Provinz Schlesien. Ab 1847 wurde dem bereits sechs Jahre zuvor zum Geheimen Oberbaurat beförderten Busse die Oberleitung der preußischen Postbauten übertragen. Schließlich war Carl Ferdinand Busse von 1849 bis 1866 selbst Direktor der Bauakademie. Daneben war er ab 1851 im preußischen Ministerium für Handel, Gewerbe und öffentliche Arbeiten beschäftigt. Anfang 1867 trat er in den Ruhestand.

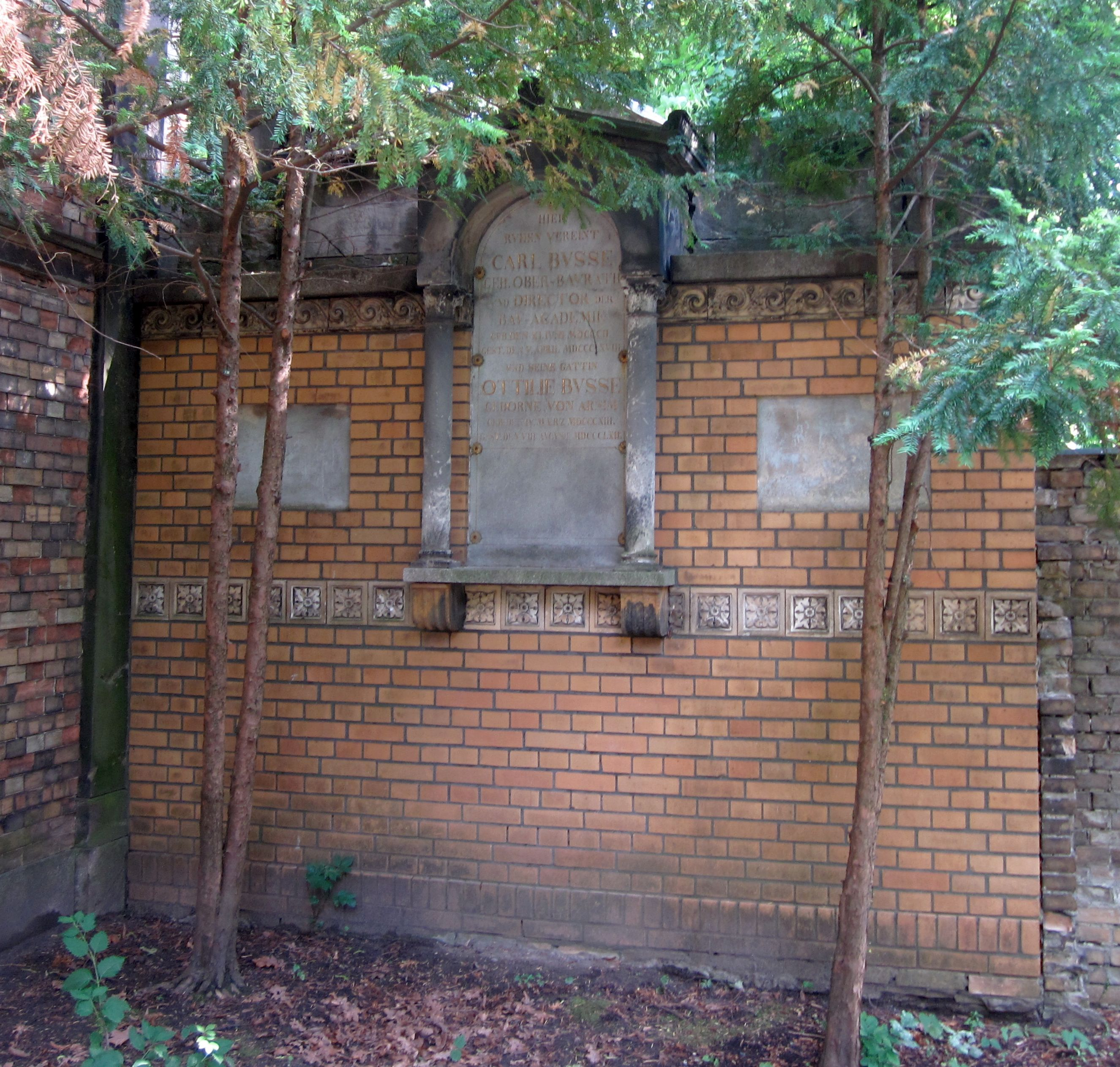
Grab auf dem Friedrichswerderschen Friedhof in Berlin-Kreuzberg

Reisen führten Busse 1839 in die Schweiz, nach Frankreich und in die Niederlande, 1841 nach England und 1862 nach Belgien, wo er vor allem Gefängnisbauten studierte. 1851 besuchte er die Industrieausstellung in London und 1855 die Weltausstellung in Paris.
Carl Ferdinand Busse starb 1868 im Alter von 65 Jahren in Berlin und wurde auf dem Friedrichswerderschen Friedhof an der Bergmannstraße beigesetzt. Dort ruht er in einem Wandgrab neben seiner 1862 verstorbenen Gattin Ottilie geb. von Arnim. Die Grabstätte ist erhalten geblieben.
Drei seiner vier Söhne, namentlich Carl (1834–1896), Conrad (1837–1880) und August Busse (1839–1896), u. a. als Baubeamter für die Errichtung des Kaiserlichen Gesundheitsamt in Berlin verantwortlich, waren ebenfalls im Baufach tätig. Die Tochter Marie (* 1841) heiratete 1860 den Schriftsteller Julius Wolff.

## Architektur
Das Werk Carl Ferdinand Busses umfasst in erster Linie Gerichtsgebäude, Gefängnisse und Postbauten, aber auch Kirchen und Pfarrhäuser sowie mit den Kurgebäuden in Bad Oeynhausen auch Badeanlagen. Ein mit Friedrich August Stüler 1855 geschaffener Entwurf für das Wallraf-Richartz-Museum in Köln kam nicht zur Ausführung. Busses preußische Staatsbauten folgen stilistisch der Schinkelschule und zeigen mit Rundbögen und Zinnenfriesen nur leichte neuromanische Tendenzen. Busses Grundrisse für Gefängnisbauten mit kreuzförmig um einen Kernbau angelegten Zellenhäusern zeugen allerdings von seiner Kreativität in Bezug auf neue Bauaufgaben.

## Bauten und Entwürfe
Mitarbeit unter Karl Friedrich Schinkel:
- 1827/28: Bauaufnahme der Moritzburg in Halle/Saale und Mitarbeit am Rekonstruktionsentwurf
- 1826–32: Dorfkirche Straupitz / Spreewald
- 1838–1841: Petrikirche in Posen (nach Vorgaben von Schinkel)[4]

Bauzustandsgutachten:
- 1831: Stadtkirche in Woldenburg
- 1831: Dorfkirche in Sophienthal/Lebus
- 1832: Nikolaikirche in Spandau
- 1833: Dorfkirche in Pankow
- 1833: Marienkirche in Beeskow
- 1833: Turm des Brandenburger Doms
- 1833: Klosterkirche in Dobrilugk
- 1835: Stadtkirche in Müncheberg
- 1836: Marienkirche in Bernau

Bauten in Berlin/Potsdam/Brandenburg:
- 1839: Kasino am Schlossplatz in Tegel
- um 1840: Detailentwurf für das Theater in Frankfurt (Oder) (für Entwurf von Emil Flaminius)
- 1842–1845: Beamtenfriedhof Lehrter Straße, Berlin-Moabit
- 1842–1849: Zellengefängnis in Berlin-Moabit – 1957/58 abgetragen, Nebengeb. erhalten, heute Gedenkort
- 1844/45: Umbau der Universität in Berlin
- 1844: Zellengefängnis in Radbor
- 1856–1858: Neues Zeughaus in der Zitadelle Spandau
- 1851–1854: Nedlitzer Brücke in Potsdam (Vorentwurf: Ludwig Persius)
- 1863–1865: Wohnhaus Regentenstraße 23/24 im Tiergarten (mit C. Busse)
- 1864/1865: Grabmal für Ferdinand von Arnim auf dem Bornstedter Friedhof[5]

Bauten in der Rheinprovinz:
- 1830–1859: Festungsring Köln
  - Fort I, ab den 1880er Jahren Fort Erbgroßherzog Paul von Mecklenburg benannt, umgangssprachlich Fort Paul,[6] Oberländer Wall 1; 1830 erbaut und vom König als Rheinschanze bezeichnet; 1841–1847 zum Fort I umgebaut, Entwurf: Heinrich Ferdinand Schuberth mit Veränderungen von Ernst Ludwig von Aster und Busse
  - Fort III, Bonner Wall 108–110; 1843–1847 erbaut; Entwurf: Heinrich Ferdinand Schuberth mit Veränderungen von Ernst Ludwig von Aster und Busse
  - Fort V, Zülpicher Straße 41; 1843–1847 erbaut; Entwurf: Heinrich Ferdinand Schubert mit Veränderungen von Ernst Ludwig von Aster und Busse
  - Fort VII, südlich der Venloer Straße; 1841–1846 erbaut, Entwurf: Heinrich Ferdinand Schuberth mit Veränderungen von Ernst Ludwig von Aster und Busse
  - Fort IX, laut A.K.O. vom 29. Oktober 1888 umbenannt in Prinz Friederich der Niederlande, östlich der Escher Straße; 1843–1847 erbaut anstelle des Friedenspulvermagazins 6; Entwurf: Heinrich Ferdinand Schubert mit Veränderungen von Ernst Ludwig von Aster und Busse
  - Fort XV, Rheinpark, frühere Bezeichnung Fort XII; 1845/46 erbaut als Lünette am Rhein; 1857 Abbruch der Lünette; 1858/59 Bau des Forts anstelle der Lünette nach den Veränderungen von Ernst Ludwig von Aster und Busse
  - Fort XIV, Deutz-Mülheimer Straße, frühere Bezeichnung Fort XIII; 1857–1859 erbaut anstelle der früheren Lünette 8, Entwurf: Heinrich Ferdinand Schubert mit Veränderungen von Ernst Ludwig von Aster und Carl Ferdinand Busse
- 1837: Post in Duisburg
- 1841–1842: Wachtgebäude Heumarkt in Köln (mit Heinrich Ferdinand Schuberth)
- 1841–1842: Wachtgebäude Waidmarkt in Köln (mit Heinrich Ferdinand Schuberth)
- 1841–1842: Wachtgebäude Zeughausstraße in Köln (mit Heinrich Ferdinand Schuberth)[7]
- 1846: Badehaus in Bad Bertrich
- 1848–1853: Landgericht und Post in Elberfeld
- 1855: Gegenentwurf für das Wallraf-Richartz-Museum in Köln (mit A. Stüler, nicht ausgeführt)
- 1856–1859: Akzisehof in Bonn
- vor 1857: Hospital in Aachen
- 1857–1859: Landgericht in Bonn
- 1863: Akzisegebäude in Koblenz
- 1864–1872: Strafanstalt in Aachen (Vorentwurf; Entwurf und Bauleitung: Robert Ferdinand Cremer)
- um 1865: Aula der Universität Bonn
- 1866–1868: Postamt in Elberfeld, Morianstraße
- 1866–1870: Landgerichtsgebäude in Düsseldorf, entworfen und ausgeführt vom Architekten und preußischen Baubeamten Carl Adolf Krüger nach Skizzen von Busse[8]

Bauten in der Provinz Westfalen:
- 1839–1843: Kirche in Löhne
- 1840–1842: Landgericht Arnsberg
- 1845–1853: Strafanstalt in Münster
- 1847: Pfarrhaus der Wiesenkirche in Soest
- 1855–1856: Badehaus I im Kurpark in Bad Oeynhausen (zusammen mit Robert Ferdinand Cremer)
- 1855: Post in Münster
- 1855: Kreisgericht und Gefängnis in Minden (im Zweiten Weltkrieg zerstört)
- 1855: Kreisgericht in Warendorf
- 1863–1866: Landgericht Hagen (zerstört)

Bauten in der Provinz Schlesien:
- 1848–1854: Gerichtsgebäude in Breslau

Weitere Bauten:
- 1861–1862: Ev.-luth. Stadtkirche in Brake (Unterweser), nach Plänen von Busse für eine Kirche in Lauenburg (Pommern), Bauausführung durch Oberbaurat Otto Lasius, Grundsteinlegung am 4. Juni 1861, Einweihung am 2. Dezember 1862.[9]
- um 1865: Postgebäude in Königsberg (Ostpreußen)